# Dêqên (ort i Kina)
Dêqên (kinesiska: 德庆) är en ort i Kina. Den ligger i den autonoma regionen Tibet, i den sydvästra delen av landet, omkring 53 kilometer nordväst om regionhuvudstaden Lhasa. Antalet invånare är 62 400.
Runt Dêqên är det glesbefolkat, med 16 invånare per kvadratkilometer. Dêqên är det största samhället i trakten. Trakten runt Dêqên består i huvudsak av gräsmarker.
Genomsnittlig årsnederbörd är 762 millimeter. Den regnigaste månaden är juli, med i genomsnitt 262 mm nederbörd, och den torraste är november, med 1 mm nederbörd.